# Orahovo
Orahovo es un pueblo ubicado en el municipio de Berane, en Montenegro.

## Demografía
Hasta 2011 la población era de 109 habitantes, conformada por 33 hogares y 53 viviendas.
| 173                                                              | 204 | 231 | 235 | 200 | 179 | 130 | 109 |
| (Fuente: Population statistics of Eastern Europe & former USSR.) |     |     |     |     |     |     |     |

| Etnicidad                                           | Número | Porcentaje |
| --------------------------------------------------- | ------ | ---------- |
| Musulmanes                                          | 63     | 48,46 %    |
| Bosnios                                             | 61     | 46,92 %    |
| Montenegrinos                                       | 6      | 4,61 %     |
| Fuente: Republic of Montenegro. Statistical Office. |        |            |